# 瑟爾滕巴赫河
49°46′57.89″N 9°10′44.35″E / 49.7827472°N 9.1789861°E

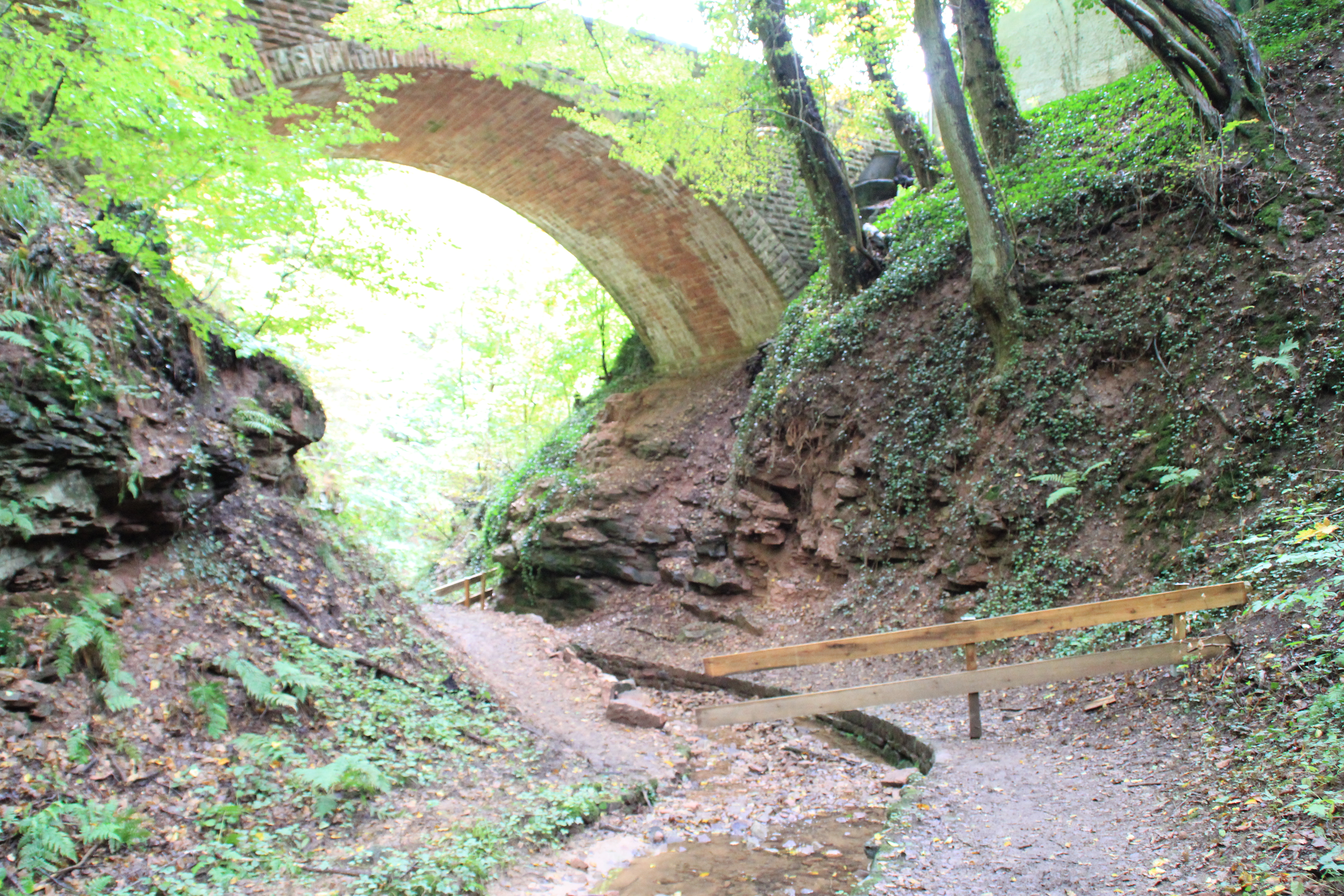
瑟爾滕巴赫河

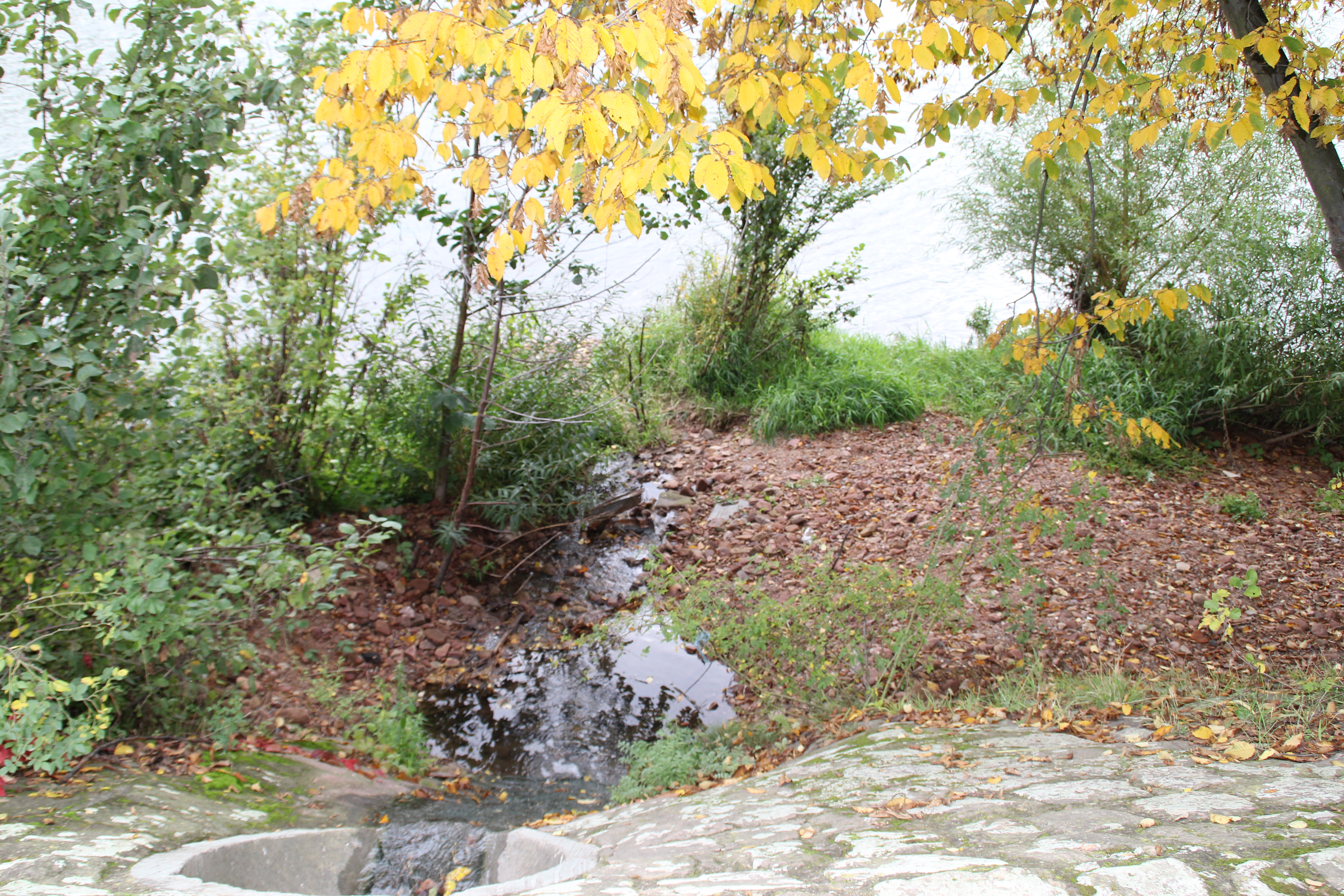
瑟爾滕巴赫河

瑟爾滕巴赫河（德語：Seltenbach），是德國的河流，位於該國東南部，由巴伐利亞負責管轄，屬於美因河的右支流，河道全長3公里，流域面積4.5平方公里。